# Luz-Saint-Sauveur
Luz-Saint-Sauveur är en kommun i departementet Hautes-Pyrénées i regionen Occitanien i sydvästra Frankrike. Kommunen ligger i kantonen Luz-Saint-Sauveur som tillhör arrondissementet Argelès-Gazost. År 2022 hade Luz-Saint-Sauveur 914 invånare.

## Befolkningsutveckling
Antalet invånare i kommunen Luz-Saint-Sauveur
| Referens: INSEE |